# DDR-Oberliga 1963-1964
La DDR-Oberliga 1963-1964 è stata la diciassettesima edizione del massimo campionato di calcio in Germania Est.

## Avvenimenti
Il torneo che si svolse a partire dal 10 agosto 1963 vide ai nastri di partenza l'ingresso di due nuove squadre create mediante una selezione dei giocatori delle due squadre di Lipsia, il Rotation e il Lokomotive: il SC Lipsia, che includeva i migliori giocatori delle due squadre, e il Chemie Lipsia, costituito da quegli elementi che non erano riusciti a passare la selezione. Fu però quest'ultima squadra a figurare meglio del SC Lipsia, rivelandosi protagonista del torneo sin dall'inizio. La prima squadra a prendere la vetta della classifica fu comunque l'Empor Rostock, riuscita ad uscire da un gruppo che includeva Chemie Lipsia e Vorwärts Berlino. Nel turno successivo il Chemie Lipsia prevalse nettamente sui rivali cittadini del SC Lipsia portandosi in vetta in solitaria: il dominio della squadra durò però due giornate a causa della sconfitta nello scontro diretto contro l'Empor Rostock, che lasciò via libera agli anseatici e al Vorwärts Berlino che si diedero battaglia per il primo posto sorpassandosi vicendevolmente fino al giro di boa, che vide l'Empor Rostock primo con un punto di vantaggio sui rivali di Berlino.
All'inizio del girone di ritorno l'Empor Rostock prese il largo aumentando il proprio vantaggio di un punto, ma subì una rimonta da parte del Chemie Lipsia, che riuscì a riprendere il primato della graduatoria nell'arco di due giornate e ad accumulare un consistente vantaggio sulle inseguitrici grazie ai risultati favorevoli negli scontri diretti. L'unica squadra che nel finale di torneo tentò di contrastare la capolista, fu l'Empor Rostock, che riuscì a ridurre lo svantaggio fino ad arrivare a -1 dalla vetta a quattro giornate di anticipo. Il Chemie Lipsia riuscì tuttavia a gestire la situazione, assicurandosi infine il titolo nazionale all'ultima giornata vincendo per 2-0 a Erfurt.
Tale risultato fu determinante anche in chiave di retrocessione perché il Turbine Erfurt fu risucchiato dal Motor Zwickau e dal Chemie Halle, che però non riuscì a salvarsi a causa della peggior differenza reti.

## Classifica finale
|  |     | DDR-Oberliga 1963-64 | Pt | G  | V  | N  | P  | GF | GS | DR  |
|  | --- | -------------------- | -- | -- | -- | -- | -- | -- | -- | --- |
|  | 1.  | Chemie Lipsia        | 35 | 26 | 13 | 9  | 4  | 38 | 21 | +17 |
|  | 2.  | Empor Rostock        | 33 | 26 | 13 | 7  | 6  | 40 | 23 | +17 |
|  | 3.  | SC Lipsia            | 32 | 26 | 12 | 8  | 6  | 34 | 27 | +7  |
|  | 4.  | Karl-Marx-Stadt      | 29 | 26 | 10 | 9  | 7  | 31 | 29 | +2  |
|  | 5.  | Vorwärts Berlino     | 26 | 26 | 10 | 6  | 10 | 45 | 36 | +9  |
|  | 6.  | Motor Jena           | 26 | 26 | 10 | 6  | 10 | 43 | 35 | +8  |
|  | 7.  | Motor Steinach       | 25 | 26 | 8  | 9  | 9  | 30 | 36 | -6  |
|  | 8.  | BFC Dynamo           | 24 | 26 | 9  | 6  | 11 | 35 | 34 | +1  |
|  | 9.  | Lokomotive Stendal   | 23 | 26 | 9  | 5  | 12 | 31 | 34 | -3  |
|  | 10. | Wismut Aue           | 23 | 26 | 7  | 9  | 10 | 23 | 32 | -9  |
|  | 11. | Aufbau Magdeburgo    | 23 | 26 | 7  | 9  | 10 | 25 | 38 | -13 |
|  | 12. | Motor Zwickau        | 22 | 26 | 7  | 8  | 11 | 37 | 41 | -4  |
|  | 13. | Chemie Halle         | 22 | 26 | 8  | 6  | 12 | 24 | 35 | -11 |
|  | 14. | Turbine Erfurt       | 21 | 26 | 4  | 13 | 9  | 23 | 38 | -15 |

### Verdetti
- Chemie Lipsia campione della Germania Est 1963-64. Qualificato in Coppa dei Campioni 1964-65.
- Aufbau Magdeburgo qualificato in Coppa delle Coppe 1964-65
- SC Lipsia qualificato in Coppa delle Fiere 1964-65
- Chemie Halle e Turbine Erfurt retrocesse in DDR-Liga.

## Squadra campione
- Wolfang Behla (26/8)
- Bernd Herzog (26)
- Lothar Pacholski (26/5)
- Dieter Scherbarth (26/8)
- Manfred Walter (26/1)
- Heinz Herrmann (23)
- Horst Slaby (23)
- Bernd Bauchspieß (21/13)
- Klaus Günther (19)

- Manfred Richter (14)
- Klaus Lisiewicz (12)
- Hans-Georg Sannert (9/1)
- Dieter Sommer (7)
- Jörg Ohm (4)
- Eberhard Dallagrazia (2)
- Arno Gawöhn (2)
- Thomas Kühn (1)

- Allenatore:  Alfred Kunze

## Record

### Capoliste solitarie
- 5ª giornata:  Empor Rostock
- 6ª-7ª giornata:  Chemie Lipsia
- 10ª giornata:  Vorwärts Berlino
- 11ª giornata:  Empor Rostock
- 12ª giornata:  Vorwärts Berlino
- 13ª-15ª giornata:  Empor Rostock
- 17ª-26ª giornata:  Chemie Lipsia

### Club
- Maggior numero di vittorie:  Chemie Lipsia e  Empor Rostock (13)
- Minor numero di sconfitte:   Chemie Lipsia (4)
- Migliore attacco:  Vorwärts Berlino (45 reti fatte)
- Miglior difesa:  Chemie Lipsia (21 reti subite)
- Miglior differenza reti:  Chemie Lipsia e  Empor Rostock (+17)
- Maggior numero di pareggi:  Turbine Erfurt (13)
- Minor numero di pareggi:  Lokomotive Stendal (5)
- Maggior numero di sconfitte:  Chemie Halle e  Lokomotive Stendal (12)
- Minor numero di vittorie:  Turbine Erfurt (4)
- Peggior attacco:  Wismut Aue e  Turbine Erfurt (23 reti fatte)
- Peggior difesa:  Motor Zwickau (41 reti subite)
- Peggior differenza reti:  Turbine Erfurt (-15)

### Classifica cannonieri
|  | Gol | Marcatore        | Squadra            |
|  | --- | ---------------- | ------------------ |
|  | 15  | Gerd Backhaus    | Lokomotive Stendal |
|  | 13  | Bernd Bauchspieß | Chemie Lipsia      |
|  | 13  | Peter Ducke      | Motor Jena         |
|  | 13  | Rolf Steinmann   | Karl-Marx-Stadt    |
|  | 13  |                  |                    |